# دامداري هشيوار (نصروان)
دامداري هشيوار (بالإنجليزية: Hashivar Livestock Company)‏ هي منطقة سكنية تقع في إيران في فارس. يقدر عدد سكانها بـ 14 نسمة .